# Soldado
Soldado (Sicario: Day of the Soldado) è un film del 2018 diretto da Stefano Sollima.
È il sequel del film Sicario, uscito nel 2015.

## Trama
Lungo il confine messicano alcuni terroristi islamici si infiltrano fra i disperati che cercano di entrare clandestinamente negli Stati Uniti. In un supermercato di Kansas City muoiono, a seguito di un attentato suicida, quindici persone. Il governo degli Stati Uniti risponde autorizzando l'agente della CIA Matt Graver ad applicare misure estreme per combattere i cartelli della droga messicani, sospettati di aiutare i terroristi, contrabbandandoli oltre confine. Graver convince il Dipartimento della Difesa a istigare una guerra tra i maggiori cartelli, e - una volta ottenuto il nulla osta per la missione - recluta Alejandro Gillick, battitore libero animato anche da motivi di vendetta personale. A Città del Messico Gillick assassina un avvocato di alto profilo del cartello di Matamoros, mentre Graver e la sua squadra rapiscono Isabel Reyes, figlia del boss del cartello rivale, in un'operazione di "falsa bandiera".
Graver, Gillick e la loro squadra portano Isabel in Texas, poi mettono in scena un salvataggio con la DEA e la polizia locale per farle pensare che sia stata rapita dai nemici di suo padre. L'intenzione della squadra è quella di riportarla in Messico, lasciandola in un territorio controllato dal cartello rivale, al fine di intensificare ulteriormente il conflitto. Tuttavia i poliziotti messicani destinati a scortarli per il loro viaggio attraverso il confine si rivelano essere al soldo del cartello messicano e attaccano i veicoli americani; per sfuggire all'agguato, Graver e il suo team sono costretti ad uccidere i membri della scorta. Isabel fugge dalla carneficina in preda al panico e Gillick la insegue da solo.
L'uccisione dei membri della scorta provoca un incidente diplomatico tra Stati Uniti e Messico, in conseguenza del quale il Presidente decide di bloccare la missione, anche perché nel frattempo si scopre che almeno due degli attentatori suicidi di Kansas City erano in realtà statunitensi, perciò non si erano introdotti attraverso il confine messicano grazie ai cartelli. Nel frattempo, per sedare le tensioni con il Messico, il Presidente ordina alla CIA di cancellare tutte le prove del coinvolgimento americano, facendo uccidere Isabel come parte della copertura. Graver, a sua volta, ordina a Gillick di uccidere Isabel, ma quest'ultimo rifiuta e si dà alla macchia per tenerla in vita. Graver raduna la sua squadra per rintracciarli in Messico.
Gillick e Isabel cercano di entrare negli Stati Uniti travestiti da immigrati illegali, ma Miguel - un "coyote" messicano-americano - riconosciuto Gillick per via di un precedente incontro avvenuto in un parcheggio, avvisa il suo capo e lo fa catturare. Anche Isabel viene riconosciuta ed entrambi vengono imbavagliati e condotti in una radura isolata. Qui Miguel ferisce a morte Gillick con un colpo di pistola alla testa, mentre la ragazza viene portata via dalla banda. Miguel abbandona il gruppo subito dopo, mentre Graver con la sua squadra a bordo di due elicotteri rintraccia Isabel con l'aiuto di un trasmettitore GPS inserito nella sua scarpa, uccidendo tutti i membri della banda che la teneva in ostaggio.
A Graver è stato dato l'ordine di uccidere anche Isabel, ma ha pietà di lei e decide di riportarla negli Stati Uniti e di inserirla nel programma di protezione dei testimoni. Nel frattempo Gillick, abbandonato a terra perché creduto morto, si riprende scoprendo che il proiettile ha attraversato la sua guancia senza colpire punti vitali. Rimessosi in piedi, dopo aver vagato nel deserto prende una delle auto dei membri della banda uccisi da Graver e guida verso il confine. 
Un anno dopo, Gillick completamente ristabilito, rintraccia e incontra uno spaventatissimo Miguel e gli chiede se voglia diventare un sicario.

## Produzione
La pellicola è il sequel di Sicario del 2015. Benicio del Toro, Josh Brolin e Jeffrey Donovan ricoprono nuovamente i ruoli che avevano già interpretato nel precedente film, affiancati da Catherine Keener e Matthew Modine.

## Promozione
Il primo trailer del film viene diffuso il 19 dicembre 2017.

## Distribuzione
Il film è stato distribuito nelle sale cinematografiche statunitensi a partire dal 29 giugno 2018 ed il 18 ottobre dello stesso anno in quelle italiane.
La prima del film si è tenuta a Pozzallo il 16 ottobre 2018, per volontà dello stesso Sollima.